# 不来方賞
不来方賞（こずかたしょう）は、岩手県競馬組合が盛岡競馬場ダート2000メートルで施行するダートグレード競走（JpnII）である。2024年より正式名称は「農林水産大臣賞典 不来方賞」。競走名の不来方は、盛岡市にあった不来方城に由来する。
副賞は、農林水産大臣賞、日本中央競馬会理事長賞、日本馬主協会連合会長奨励賞、日本地方競馬馬主振興協会会長賞、岩手県馬主会会長賞、地方競馬全国協会理事長賞、全国公営競馬主催者協議会会長賞、NAR生産牧場賞、岩手県知事賞、開催執務委員長賞（2024年）。

## 概要
1969年創設。岩手競馬のダービーとして位置付けられていた、岩手競馬で最も歴史ある競走のひとつである。現在は、ダート2000メートルで行われる。2000年から2022年まではテレビ岩手から優勝杯の提供を受け「テレビ岩手杯 不来方賞」の名称であったが、2023年は名称が「農林水産省東北農政局長賞　水沢信用金庫杯 不来方賞」となった。
ダービーグランプリ創設直後は11月に開催されていたため、ダービーグランプリのステップレースとして10月に開催されていたが、1996年より7月中旬～8月上旬に開催されるようになった。上位2着馬までにはダービーグランプリの優先出走権が与えられていたが、ダービーグランプリは2007年限りで休止された。2009年は11月開催に、そして2010年からは10月開催となった（ただし、2014年は11月開催）。2019年より開催時期を9月に繰り上げることになった。
元は岩手競馬所属馬による競走であったが、2001年から東北地区交流、2002年から東日本九州地区交流、2004年からは地方競馬全国交流として行われた。2010年にダービーグランプリが地方競馬全国交流競走として復活したため、本競走は岩手所属3歳馬限定の上位2着馬までにダービーグランプリ優先出走権が与えられる競走に戻された。2014年からダービーグランプリの優先出走権付与対象が上位3着馬までに拡大されている。
2016年に岩手競馬で重賞格付け制度が開始され、M2に格付けされた。
2017年からはM1に格上げされた。また同年から2023年まで行われたシリーズ「3歳秋のチャンピオンシップ」では、カテゴリーB競走に指定されていた。本競走とダービーグランプリの双方に優勝した馬の馬主にはボーナス賞金800万円が贈られることになっていた（2018年までは同500万円）。
2019年から2023年までHITスタリオンシリーズに指定されていた。
2023年は2009年以来となる水沢競馬場での施行となる。
2024年からは全日本的なダート競走の体系整備に伴いダービーグランプリと統合され、ダートグレード競走（JpnII）に昇格し「ジャパンダートクラシック」のトライアル競走として施行される。施行競馬場は盛岡競馬場、フルゲートは16頭、本競走の1着馬にはジャパンダートクラシックへの優先出走権が付与される。また岩手競馬としては初めてJpnIIに格付けされる競走となる。
なお、ダートグレード移行初年度の2024年においてはJRA5頭、地方11頭の割り当てとして施行される。

### 条件・賞金等（2024年）
出走条件
サラブレッド系3歳、指定交流。
岩手競馬所属馬は、やまびこ賞の勝ち馬に本競走の優先出走権が与えられる。
負担重量
定量。56kg（牝馬2kg減）。
賞金等
賞金額は1着4000万円、2着1400万円、3着800万円、4着520万円、5着280万円。着外手当は6着60万円、7着40万円、8着以下20万円。
優先出走権付与
1着馬（所属は問わず）にジャパンダートクラシックの優先出走権が付与される。

### 過去の副賞
本競走は2008年から2012年、2019年から2023年までスタリオンシリーズ競走として優勝馬の馬主へ特定種牡馬の次年度種付権が副賞となっていた。
- フジキセキ（2008年 - 2009年）
- トワイニング（2010年、2012年）
- オンファイア （2011年）
- ネオユニヴァース（2019年）
- ストロングリターン（2020年 - 2021年）
- アジアエクスプレス（2022年）
- フィレンツェファイア（2023年）

## 歴代優勝馬
第2回から第5回は施行されず。全てダートコースで施行。
| 回数   | 施行日         | 競馬場 | 距離  | 優勝馬             | 性齢 | 所属 | タイム            | 優勝騎手   | 管理調教師 | 馬主               |
| ------ | -------------- | ------ | ----- | ------------------ | ---- | ---- | ----------------- | ---------- | ---------- | ------------------ |
| 第1回  | 1969年8月10日  | 盛岡   | 1730m | スズヒカリトップ   | 牝4  | 岩手 |                   | 福田重征   | 佐々木二八 |                    |
| 第6回  | 1974年6月30日  | 盛岡   | 1420m | カネシラン         | 牝4  | 岩手 | 1分32秒3          | 小西重征   | 小西善一郎 |                    |
| 第7回  | 1975年11月2日  | 盛岡   | 1750m | カネシラユキ       | 牝4  | 岩手 | 1分53秒0          | 小西重征   | 小西善一郎 |                    |
| 第8回  | 1976年10月17日 | 盛岡   | 1750m | カネハツユキ       | 牝4  | 岩手 | 1分50秒9          | 小西重征   | 小西善一郎 |                    |
| 第9回  | 1977年11月13日 | 盛岡   | 1750m | ポーラダン         | 牡4  | 岩手 | 1分51秒4          | 村上昌幸   | 村上初男   |                    |
| 第10回 | 1978年11月13日 | 盛岡   | 1750m | ジヨージアフエロー | 牡4  | 岩手 | 1分54秒4          | 村上昌幸   | 村上初男   |                    |
| 第11回 | 1979年8月26日  | 盛岡   | 1800m | タガワキング       | 牡4  | 岩手 | 1分56秒7          | 村上昌幸   | 村上初男   |                    |
| 第12回 | 1980年9月7日   | 盛岡   | 1800m | タケミパワー       | 牡4  | 岩手 | 1分57秒6          | 熊谷昇     | 小西善一郎 |                    |
| 第13回 | 1981年8月23日  | 盛岡   | 1900m | タガワリユウオー   | 牡4  | 岩手 | 2分03秒5          | 村上昌幸   | 村上初男   |                    |
| 第14回 | 1982年10月3日  | 盛岡   | 1900m | スーパーライジン   | 牡4  | 岩手 | 2分06秒3          | 菅原勲     | 菅原和治   |                    |
| 第15回 | 1983年10月30日 | 盛岡   | 1900m | ホワイトスワツプス | 牡4  | 岩手 | 2分05秒2          | 千葉次男   | 千葉勝     |                    |
| 第16回 | 1984年11月4日  | 盛岡   | 1900m | カウンテスアツプ   | 牡4  | 岩手 | 2分02秒7          | 千葉次男   | 千葉忠一   |                    |
| 第17回 | 1985年9月29日  | 盛岡   | 1900m | ミヤシロフアミリー | 牡4  | 岩手 | 2分03秒6          | 佐藤浩一   | 小西善一郎 |                    |
| 第18回 | 1986年10月19日 | 盛岡   | 1900m | トウケイフリート   | 牡4  | 岩手 | 2分03秒8          | 小野寺三男 | 村上実     | 小野寺喜久男       |
| 第19回 | 1987年10月18日 | 盛岡   | 1900m | アメリカンミツル   | 牡4  | 岩手 | 1分59秒8          | 小竹清一   | 千葉忠一   | 上野助治           |
| 第20回 | 1988年10月16日 | 盛岡   | 1900m | グランリードワン   | 牡4  | 岩手 | 2分01秒9 （同着） | 及川良春   | 村上初男   | 曾根田武則         |
| 第20回 | 1988年10月16日 | 盛岡   | 1900m | シヤドウイメージ   | 牡4  | 岩手 | 2分01秒9 （同着） | 菅原勲     | 大和正四郎 | 山口総業（株）     |
| 第21回 | 1989年10月29日 | 盛岡   | 1900m | スイフトセイダイ   | 牡4  | 岩手 | 2分02秒8          | 小竹清一   | 城地藤男   | 中村正子           |
| 第22回 | 1990年10月28日 | 盛岡   | 1900m | サンドリーズン     | 牡4  | 岩手 | 2分03秒5          | 菅原勲     | 酒井清     | 古川賀悦           |
| 第23回 | 1991年10月27日 | 盛岡   | 1900m | ロイヤルポイント   | 牡4  | 岩手 | 2分04秒5          | 小竹清一   | 村上実     | 中山喜一           |
| 第24回 | 1992年10月25日 | 盛岡   | 1900m | モリユウプリンス   | 牡4  | 岩手 | 2分02秒0          | 畠山信一   | 千葉四美   | 森山恭子           |
| 第25回 | 1993年10月17日 | 盛岡   | 2000m | エビスサクラ       | 牡4  | 岩手 | 2分11秒9          | 菅原勲     | 阿部時男   | 菅原勝             |
| 第26回 | 1994年10月16日 | 盛岡   | 2000m | ブラッククロス     | 牡4  | 岩手 | 2分11秒6          | 菅原勲     | 千葉博     | 上水公             |
| 第27回 | 1995年10月22日 | 盛岡   | 2000m | サトヨフレンチ     | 牡4  | 岩手 | 2分13秒5          | 小林俊彦   | 佐々木由則 | 高橋義光           |
| 第28回 | 1996年7月14日  | 盛岡   | 2000m | マツリピロリット   | 牝4  | 岩手 | 2分13秒5          | 小林俊彦   | 千葉四美   | 岩崎九二彌         |
| 第29回 | 1997年7月27日  | 盛岡   | 2000m | メイセイオペラ     | 牡4  | 岩手 | 2分10秒9          | 菅原勲     | 佐々木修一 | （有）明正商事     |
| 第30回 | 1998年7月26日  | 盛岡   | 2000m | キタノタイトル     | 牡4  | 岩手 | 2分09秒5          | 菅原勲     | 伊藤和     | 相場稔             |
| 第31回 | 1999年7月25日  | 盛岡   | 2000m | マルケイゲイン     | 牡4  | 岩手 | 2分08秒4          | 村松学     | 菅原右吉   | 熊谷みき子         |
| 第32回 | 2000年7月30日  | 盛岡   | 2000m | トニージェント     | 牡4  | 岩手 | 2分11秒9          | 村上忍     | 村上実     | 千葉浩             |
| 第33回 | 2001年7月29日  | 盛岡   | 2000m | バンケーティング   | 牡3  | 岩手 | 2分10秒3          | 菅原勲     | 平澤芳三   | 佐々木誠吾         |
| 第34回 | 2002年7月28日  | 盛岡   | 2000m | ナノテクノロジー   | 牡3  | 岩手 | 2分13秒4          | 村上忍     | 千葉四美   | 池谷誠一           |
| 第35回 | 2003年7月27日  | 盛岡   | 2000m | グランドピアノ     | 牡3  | 岩手 | 2分11秒4          | 村松学     | 菅原右吉   | 荒屋光郎           |
| 第36回 | 2004年8月1日   | 盛岡   | 2000m | ウエストジーニアス | 牡3  | 岩手 | 2分10秒0          | 菅原勲     | 佐藤晴記   | 横澤盛悦           |
| 第37回 | 2005年8月7日   | 盛岡   | 2000m | マツリダパレス     | 牡3  | 岩手 | 2分10秒2          | 小林俊彦   | 城地藤男   | 高橋福三郎         |
| 第38回 | 2006年8月6日   | 盛岡   | 2000m | オウシュウクラウン | 牡3  | 岩手 | 2分09秒4          | 小林俊彦   | 櫻田浩三   | 西村專次           |
| 第39回 | 2007年8月19日  | 水沢   | 2000m | セイントセーリング | 牡3  | 岩手 | 2分10秒6          | 菅原勲     | 鈴木七郎   | 内海正章           |
| 第40回 | 2008年9月7日   | 盛岡   | 2000m | ピンクゴールド     | 牝3  | 岩手 | 2分10秒2          | 小林俊彦   | 小林義明   | 小野寺哲雄         |
| 第41回 | 2009年11月22日 | 水沢   | 2000m | グレードアップ     | 牡3  | 船橋 | 2分07秒6          | 菅原勲     | 松代眞     | 前田晋二           |
| 第42回 | 2010年10月24日 | 盛岡   | 2000m | ロックハンドスター | 牡3  | 岩手 | 2分08秒8          | 菅原勲     | 瀬戸幸一   | 千葉浩             |
| 第43回 | 2011年10月24日 | 盛岡   | 2000m | カミノヌヴォー     | 牡3  | 岩手 | 2分09秒3          | 阿部英俊   | 千葉幸喜   | 宇賀神英子         |
| 第44回 | 2012年10月28日 | 盛岡   | 2000m | ロッソコルサ       | 牡3  | 岩手 | 2分09秒8          | 村上忍     | 千葉幸喜   | 大久保和夫         |
| 第45回 | 2013年10月27日 | 盛岡   | 2000m | コウギョウデジタル | 牝3  | 岩手 | 2分06秒0          | 阿部英俊   | 菅原右吉   | 菊地捷士           |
| 第46回 | 2014年11月3日  | 盛岡   | 2000m | ライズライン       | 牝3  | 岩手 | 2分05秒9          | 村上忍     | 千葉幸喜   | 大久保和夫         |
| 第47回 | 2015年10月25日 | 盛岡   | 2000m | ダイワエクシード   | 牡3  | 岩手 | 2分10秒7          | 村上忍     | 千葉幸喜   | 大久保和夫         |
| 第48回 | 2016年10月23日 | 盛岡   | 2000m | エンパイアペガサス | 牡3  | 岩手 | 2分10秒4          | 村上忍     | 佐藤祐司   | 佐藤信廣           |
| 第49回 | 2017年10月22日 | 盛岡   | 2000m | キングジャガー     | 牡3  | 岩手 | 2分04秒6          | 高橋悠里   | 板垣吉則   | 廣松金次           |
| 第50回 | 2018年10月21日 | 盛岡   | 2000m | サンエイキャピタル | 牡3  | 岩手 | 2分06秒0          | 山本聡哉   | 瀬戸幸一   | 鈴木雅俊           |
| 第51回 | 2019年9月16日  | 盛岡   | 2000m | ヤマショウブラック | 牡3  | 岩手 | 2分09秒9          | 高松亮     | 小林俊彦   | 山下勇             |
| 第52回 | 2020年9月6日   | 盛岡   | 2000m | フレッチャビアンカ | 牡3  | 岩手 | 2分07秒2          | 高松亮     | 千葉幸喜   | 大久保和夫         |
| 第53回 | 2021年9月5日   | 盛岡   | 2000m | マツリダスティール | 牡3  | 岩手 | 2分08秒2          | 村上忍     | 菅原勲     | 高橋文枝           |
| 第54回 | 2022年9月4日   | 盛岡   | 2000m | マナホク           | 牡3  | 岩手 | 2分06秒9          | 高松亮     | 佐藤雅彦   | （同）MIRAI        |
| 第55回 | 2023年9月3日   | 水沢   | 2000m | ルーンファクター   | 牡3  | 岩手 | 2分08秒8          | 坂口裕一   | 千葉幸喜   | 楊明翰             |
| 第56回 | 2024年9月3日   | 盛岡   | 2000m | サンライズジパング | 牡3  | JRA  | 2分03秒2          | 武豊       | 音無秀孝   | （株）ライフハウス |

※馬齢は2000年以前については旧表記を用いる。

#### 各回競走結果の出典
- 不来方賞 歴代優勝馬 - 地方競馬全国協会
- JBISサーチ
  - 2022年、2023年